# Oncholaimus cobbi
Oncholaimus cobbi is een rondwormensoort uit de familie van de Oncholaimidae.